# Karin Schöpflin
Karin Schöpflin (* 28. April 1956 in Hamburg) ist eine deutsche evangelische Theologin.
Schöpflin studierte ab 1974 Anglistik, Klassische Philologie und Erziehungswissenschaft an der Universität Hamburg, wo sie 1981 das Erste Staatsexamen ablegte. Daran schloss sie ein Promotionsstudium der Anglistik und Romanistik an und wurde 1988 mit der Dissertation Theater im Drama bei Shakespeare und auf der englischen Bühne seiner Zeit zum Dr. phil. promoviert. Anschließend studierte sie von 1988 bis 1995 evangelische Theologie und legte 1995 bei der Nordelbischen Evangelisch-Lutherischen Kirche ihr Erstes Theologisches Examen ab.
Nach einem Jahr als wissenschaftliche Assistentin und Lehrbeauftragte für Altes Testament in Hamburg wurde sie 1996 zur wissenschaftlichen Mitarbeiterin ernannt. Ihre Habilitation erreichte sie 2001 mit der Schrift Theologie als Biographie im Ezechielbuch: Ein Beitrag zur Konzeption alttestamentlicher Prophetie. Sie ging als Privatdozentin an die Universität Göttingen, wo sie von 2002 bis 2003 eine Lehrstuhlvertretung wahrnahm. Seit dem Sommersemester 2005 ist sie Lehrkraft für besondere Aufgaben im Bereich Biblische Theologie und ihre Didaktik.